# Fontaine du lavoir de Sermange
Ne pas confondre avec un autre monument historique situé à proximité : la fontaine de Sermange.
La fontaine du lavoir, dite "Fontenotte"  et anciennement fontaine Saint-Thiébaud, est une fontaine, protégée des monuments historiques, située sur la commune de Sermange, dans le département français du Jura, en région Bourgogne-Franche-Comté.

## Histoire
Située en contrebas de l’église et du cimetière, la fontaine aurait été construite en 1768, comme la grande fontaine. En 1821, elle n’offre plus qu’une eau fétide, insuffisante pour le bétail et les incendies et est fortement dégradée.
Dez, architecte dolois, dresse les plans et établit le devis de la reconstruction. Les travaux sont terminés en 1823. La mauvaise qualité de l’eau est signalée en 1859, à cause des pollutions en matières organiques.
La fontaine est inscrite au titre des monuments historiques en 1941.

## Description
Cette fontaine-lavoir d'architecture régionale, a conservé son cachet originel avec ses trois bassins en état. Elle est composée d'un puisard surmonté d’un nymphée à quatre colonnes rustiques, copie de celui du château de Wideville dans les Yvelines, que prolongent un abreuvoir et un lavoir surmonté d’une charpente pour abriter les lavandières. 

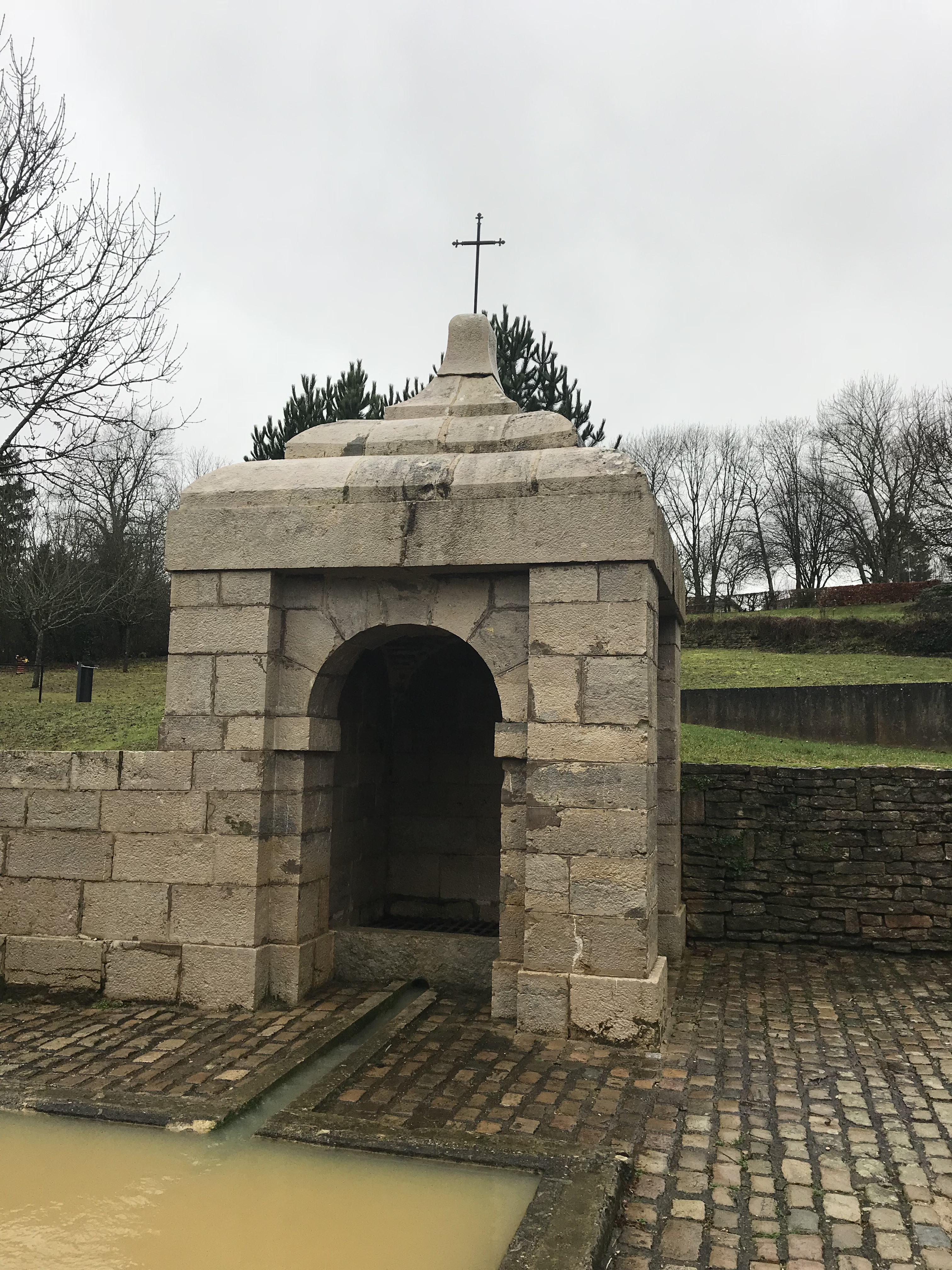
Vue de la fontaine.
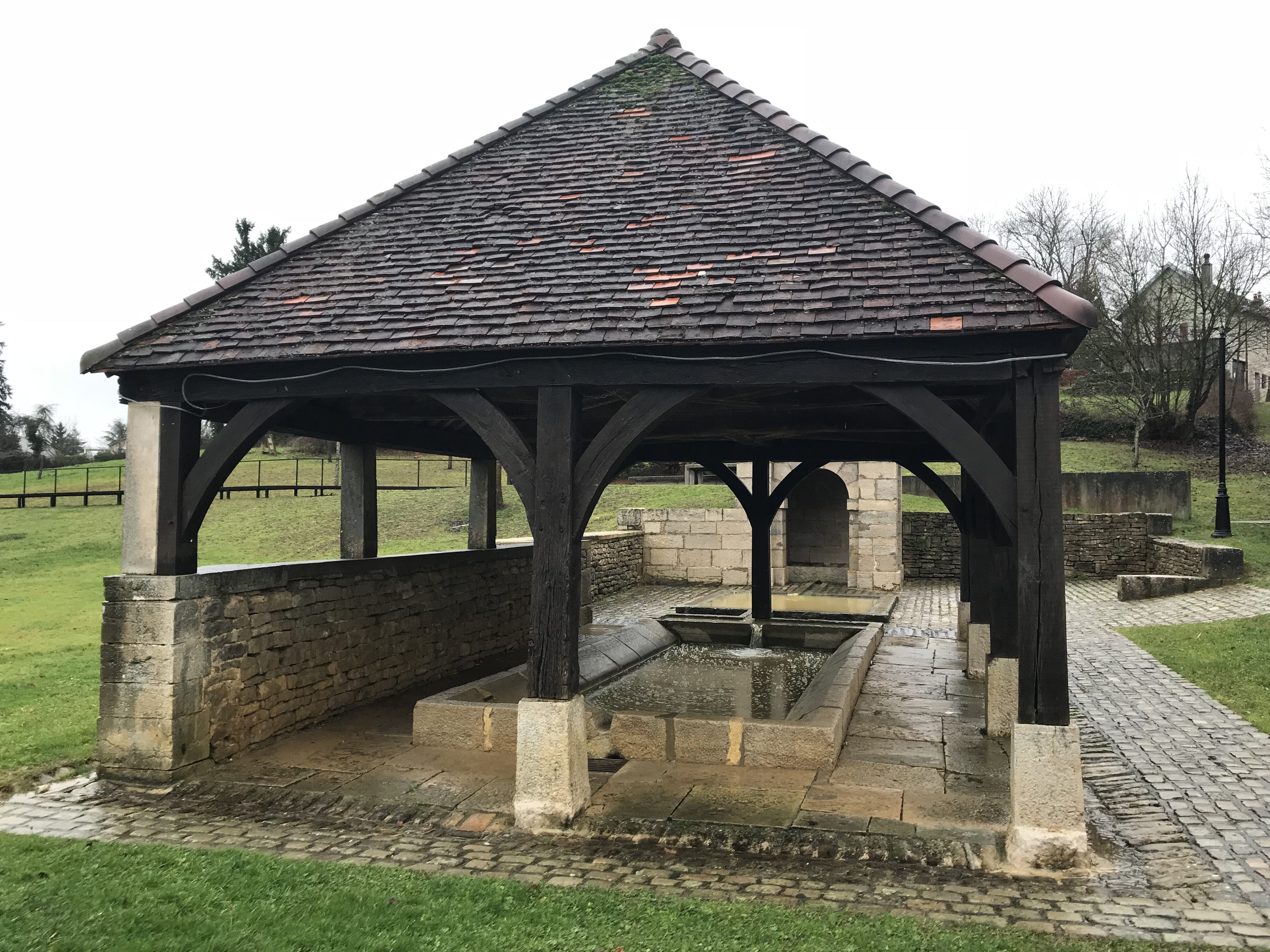
Vue du lavoir (la fontaine au fond).